# Atesta minuta
Atesta minuta là một loài bọ cánh cứng trong họ Cerambycidae.